# Недилка, Самийло
Самуи́л, в миру Сами́йло Неди́лка  (умер 1769 г.) (укр. Неділка Самійло) —  иеромонах, иконописец и маляр-портретист 2-й половины XVIII века.

## Биография
Был учеником Алимпия Галика в иконописной мастерской Киево-Печерской лавры. Около 1754 г. работал в Крестовоздвеженском монастыре (Полтава). С 1762 г. назначен малярным начальником Софийского монастыря (Киев). Известные работы: портрет Нектарии (в миру Наталии Долгорукой, сейчас в Черниговском музее им. В. Тарновского), Дмитрия (1769 г., в Государственном музее декоративного искусства).